# كأس الكؤوس الإفريقية 1997
كأس الكؤوس الأفريقية 1997 هو الموسم 23 من كأس الكؤوس الأفريقية. أشرف على تنظيمه الاتحاد الأفريقي لكرة القدم، وكان عدد الأندية المشاركة فيه 41، وفاز فيه النجم الساحلي.